# بية مظفر
بية مظفر (14 أبريل 1995)، هي ممثلة ومغنية تونسية.

## حياتها

### التعليم
ولدت بية مظفر في تونس، ووالدتها مغنية تونسية. سنة 2010، دخلت إلى مدرسة الطيران، وهي فرصة تمنح لأفضل الطلاب في براءة الاختراع، وبعدها إلى المدرسة الثانوية الفرنسية. من عام 2014 إلى 2016، حصلت على ليسانس في السينما من جامعة باريس 8.

### مشوارها في السينما
في عام 2014، لعبت دور البطولة في فيلم على حلة عيني لليلى بوزيد، وهو فيلم يدافع عن الحريات في تونس في ظل النظام الدكتاتوري لزين العابدين بن علي قبل فترة قصيرة من الربيع العربي، والتي تجسد فيه مغنية روك شابة متمردة. أثناء التصوير في سبتمبر 2014، كانت تجتاز الباكالوريا.

### مشوارها في الغناء
تعلمت الغيتار والغناء في مدرسة جانغو راينهارت للموسيقى. كما تقوم بتدريس العود في مدرسة زرياب للموسيقى. في أول أفلامها، تقوم بأداء أغاني فرقة الروك العربية نفسها.

## أفلامها
- 2015: على حلة عيني بدور فرح

## الجوائز
| السنة | الجائزة                               | الفئة           | العمل        | النتيجة | مص.   |
| ----- | ------------------------------------- | --------------- | ------------ | ------- | ----- |
| 2015  | مهرجان السينما الدولي لسان جان دو لوز | أفضل أداء نسائي | على حلة عيني | فوز     |       |
| 2015  | مهرجان السينما والموسيقى لبول         | أفضل ممثلة      | على حلة عيني | فوز     | [ 4 ] |
| 2016  | مهرجان اللاتينية العربية لبوينو آيرس  | أفضل أداء       | على حلة عيني | فوز     | [ 5 ] |
| 2016  | جوائز لوميير                          | أفضل أمل نسائي  | على حلة عيني | رُشِّح     | [ 6 ] |
| 2017  | مهرجان ريفيرا السينمائي الدولي        | أفضل ممثلة      | على حلة عيني | فوز     | [ 7 ] |

## روابط خارجية
- بايا مظفر على موقع IMDb (الإنجليزية)
- بايا مظفر على موقع قاعدة بيانات الأفلام العربية
- بايا مظفر على موقع ألو سيني (الفرنسية)
- بايا مظفر على موقع ديسكوغز (الإنجليزية)
- بايا مظفر على موقع قاعدة بيانات الفيلم (الإنجليزية)